# Planet Caravan
(Black Sabbath, Planet Caravan)
Planet Caravan è una canzone psychedelic rock del gruppo Black Sabbath, pubblicata per la prima volta il 18 settembre 1970 all'interno dell'album Paranoid.

## Il brano
Composto dai quattro membri del gruppo, il brano è una sperimentazione piuttosto lontana dal canonico Heavy Rock dei Sabbath (e questa di proporre uno o due brani 'sperimentali' e di 'distacco' dal rock pesante per ogni album fu peculiarità fissa dei Sabbath per tutti gli anni '70). Questo brano infatti crea una sorta di atmosfera simile a quella di un sogno, effetto ottenuto principalmente dalla (in questo caso) insolita e calda voce di Ozzy Osbourne, filtrata con l'altoparlante rotante Leslie. L'accompagnamento è affidato a un vorticoso riff di basso di Geezer Butler su una sezione percussiva 'tribale' molto incisiva di Bill Ward. Particolarmente apprezzabile anche l'assolo di chitarra di sapore jazz eseguito da Tony Iommi verso il finale, con l'accompagnamento di una semplice sequenza di accordi di pianoforte suonato dal tecnico del suono Tom Allom.
Il brano è stato utilizzato il 31 maggio 2020 come risveglio per i due astronauti Douglas Hurley e Robert Behnken, formanti l'equipaggio della capsula Crew Dragon in orbita a seguito del lancio avvenuto il 30 maggio 2020, e parte del programma Commercial Crew Development della NASA.

## Formazione
- Ozzy Osbourne - voce
- Tony Iommi - chitarra
- Geezer Butler - basso
- Bill Ward - percussioni
- Tom Allom[3] - pianoforte

## Cover dei Pantera
Nel 1994 il gruppo musicale statunitense Pantera realizzò una cover del brano, che venne pubblicata come singolo e nel loro settimo album Far Beyond Driven.

### Classifiche
| Classifica (1994)             | Posizione massima |
| ----------------------------- | ----------------- |
| Regno Unito                   | 26                |
| Stati Uniti (mainstream rock) | 21                |